# Фельдман, Давид Маркович
Дави́д Ма́ркович Фе́льдман (род. 3 мая 1954 года, Москва) — советский и российский историк и литературовед, занимается вопросами русской истории, литературы и журналистики XX века, истории политической терминологии. Кандидат филологических наук, доктор исторических наук, профессор. Почетный работник сферы высшего образования Российской Федерации.

## Биография
В 1985 году окончил филологический факультет Московского государственного университета им. М. В. Ломоносова, был одним из руководителей комсомольской организации факультета, курировал организацию стройотрядов и деятельность Научного студенческого общества. Публикуется с 1985 года.
Работал в Центральном государственном архиве литературы и искусства СССР, в Институте мировой литературы им. А. М. Горького АН СССР, в редакции журналов «Литературное обозрение» и «Странник».
В 1996 году под руководством Г. А. Белой защитил диссертацию на соискание учёной степени кандидата филологических наук по теме «„Никитинские субботники“ как писательское объединение и кооперативное издательство в контексте советской издательской политики и литературного процесса» (специальность 10.01.10 — журналистика).
С 1996 года — в Российском государственном гуманитарном университете, на кафедре русской литературы историко-филологического факультета. В 2000 году, — вместе с М. П. Одесским и О. И. Киянской — перешёл на вновь организованный факультет журналистики, на кафедру литературной критики. Читает курсы лекций «История русской литературы XX века», «История русской журналистики XX века», «Медиариторика», «Теория публицистики». Руководитель магистерской программы «Медиариторика».
В 2007 году в Саратовском государственном университете имени Н. Г. Чернышевского защитил диссертацию на соискание учёной степени доктора исторических наук по теме «советская идеология в контексте политической истории России XX в.» (специальность 07.00.02 — отечественная история). Официальные оппоненты — член-корреспондент РАН, доктор исторических наук, профессор Р. Ш. Ганелин, доктор исторических наук, профессор И. Н. Данилевский и доктор политических наук, профессор Н. И. Шестов. Ведущая организация — Казанский государственный университет.
В 2008 году присвоено учёное звание профессора. В 2016 году — член жюри литературной премии «Русский Букер». В. 2018 г. присвоено почетное звание «Почетный работник сферы высшего образования Российской Федерации». С июня 2024 г. — заслуженный профессор РГГУ.

## Научная деятельность
Научные интересы — политическая история СССР, история политической терминологии, текстология, публицистика XIX—XX веков, литературные объединения и группировки конца XIX — начала XX века, история СССР, история русской литературы и журналистики советского периода (Н. С. Гумилёв, В. С. Гроссман, И. Г. Эренбург, А. А. Богданов, И. А. Ильф и Е. П. Петров, В. И. Нарбут, Б. А. Пильняк, И. Э. Бабель, М. Е. Кольцов, Я. М. Бельский, М. А. Глушков и др.), .
Совместно с М. П. Одесским опубликовал первый полный вариант романов «Двенадцать стульев» (1997) и «Золотой телёнок» (2000). Роман «Двенадцать стульев» выпущен с комментариями.
Автор работ по истории советской политической терминологии, изучал термины «репрессии», «реабилитация», «культ личности», «красные», «белые», «декабристы» и др.

## Критика
28 марта 2015 года Е. Я. Джугашвили направил в Замоскворецкий межрайонный следственный отдел города Москвы заявление с просьбой возбудить в отношении Фельдмана уголовного дела по статье 354.1 «Реабилитация нацизма» УК РФ. Поводом стало выступление Фельдмана 27 марта 2015 года в выпуске программе «Право голоса. Место Победы» на телеканале ТВ Центр, где тот рассказал об участии сотрудников «троек» НКВД СССР в катынском расстреле.

## Основные работы
Книги
- Поэтика террора и новая административная ментальность: очерки истории формирования. — М.: РГГУ, 1997. (В соавт. с М. П. Одесским) — ISBN 5-7281-0174-7
- Салон-предприятие: писательское объединение и кооперативное издательство «Никитинские субботники» в контексте литературного процесса 1920—1930-х годов. — М.: РГГУ, 1998. — ISBN 5-7281-0003-1
- Терминология власти. Советские политические термины в историко-культурном контексте. — М.: РГГУ, 2006. — ISBN 5-7281-0823-7
- Поэтика власти. Тираноборчество. Революция. Террор. — М.: РОССПЭН, 2012. (В соавт. с М. П. Одесским) — ISBN 978-5-8243-1702-2
- Очерки истории русской советской литературы и журналистики 1920-х-1930-х годов: Портреты и скандалы . — М.: Форум, 2015. (В соавт. с О. И. Киянской) — ISBN 978-5-00091-011-5
- Миры И. А. Ильфа и Е. П. Петрова: Очерки вербализованной повседневности. — М.: РГГУ, 2015. (В соавт. с М. П. Одесским) — ISBN 978-5-7281-1678-3
- Эпоха и судьба чекиста Бельского. — М.: РГГУ, 2016. (В соавт. с О. И. Киянской). — ISBN 978-5-7281-1771-1
- Василий Гроссман в зеркале литературных интриг. — М.: Форум: Неолит, 2016. (В соавт. с Ю. Г. Бит-Юнаном) — ISBN 978-5-00091-163-1
- Василий Гроссман: литературная биография в историко-политическом контексте. — М.: Неолит, 2016. (В соавт. с Ю. Г. Бит-Юнаном) — ISBN 978-5-9906768-4-8
- Словесность на допросе. Следственные дела советских писателей и журналистов 1920—1930-х годов. — М., 2018 (в соавт. с О. И. Киянской).
- Василий Гроссман. Биография писателя в политическом контексте советской эпохи. — М.: РГГУ, 2019. — 796 с.

Издание произведений И. А. Ильфа и Е. П. Петрова
- Ильф И., Петров Е. Двенадцать стульев: роман / подгот. текста, вступ. ст., комментарий М. П. Одесского и Д. М. Фельдмана. — М.: Вагриус, 1997.
- И. Ильф и Е. Петров. «Золотой теленок»: роман / подгот. текста, вступ. ст. М. П. Одесского и Д. М. Фельдмана. — М.: Вагриус, 2000.
- Ильф И., Петров Е. 12 стульев. Золотой теленок /подгот. текста, предисл. и послесл. М. П. Одесского и Д. М. Фельдмана. — М.:Слово/Slovo, 2001.
- Ильф И., Петров Е. Двенадцать стульев: полная версия романа / подгот. текста, вступ. ст., коммент. М. П. Одесского и Д. М. Фельдмана. — СПб.: Азбука, 2014.
- Ильф И., Петров Е. Двенадцать стульев: полная версия романа / подгот. текста, вступ. ст. М. П. Одесского и Д. М. Фельдмана. — СПб.: Азбука, 2014.

Некоторые статьи
- Дело Гумилева // Новый мир. — М., 1989. — № 4.
- Выйти живым из строя. Русская литература: поэтика болезни, здоровья и труда // Дружба народов. — М., 1994. — № 3 (совм. с М. П. Одесским).
- Бабель и хасидизм // Литературное обозрение. — М., 1995. — № 1 (совм. с М. П. Одесским).
- Евно Азеф — еврей, автор, террорист // Параллели. Русско-еврейский историко-литературный и библиографический альманах. — М., 2002. — № 1 (Совм. с М. П. Одесским).
- Красные белые: советские политические термины в историко-культурном контексте // Вопросы литературы. — М., 2006. — № 4. — С. 5-25.
- Грани скандала: повесть А. И. Тарасова-Родионова «Шоколад» в политическом контексте 1920-х годов // Вопросы литературы. — 2007. — № 5. — С. 171—208 (Совм. с А. В. Щербиной).
- Декабристоведение сегодня: терминология, идеология, методология // Декабристы. Актуальные проблемы и новые подходы. — М.: РГГУ, 2008. — С. 663—713.
- Интрига и судьба Василия Гроссмана // Вопросы литературы. — 2010. — № 6. — С. 153—182 (Совм. с Ю. Г. Бит-Юнаном).
- История «бакланки»: поэты, функционеры и советский уголовный кодекс // Новое литературное обозрение. — 2011. — № 108. — С. 116—133.
- Грани скандала: цикл новелл И. Бабеля «Конармия» в литературно-политическом контексте 1920-х годов // Вопросы литературы. — 2011. — № 6. — С. 23-38 (Совм. с Ю. В. Парсамовым).
- Технология мифостроения: к истории публикации романа В. С. Гроссмана «Жизнь и судьба» // Россия XXI. — 2013. — № 4. — С. 26-53 (Совм. с Ю. Г. Бит-Юнаном).
- Сталинские премии Василия Гроссмана: история с библиографией // Вопросы литературы. — 2013. — № 4. — С. 186—223 (Совм. с Ю. Г. Бит-Юнаном).
- К истории публикации романа В. Гроссмана «Жизнь и судьба», или «как это было» у Б. Сарнова // Toronto Slavic Quarterly. — 2013. — № 45. — С. 175—203. (Совм. с Ю. Г. Бит-Юнаном).
- Опыт анализа публицистического дискурса: «партизаны» в «отечественных» и прочих войнах // Вестник РГГУ — 2013 — № 12 (93).- Сер: «Филологические науки. Журналистика. Литературная критика». — С. 126—141.
- «Контрреволюционного содержания басни»: Уголовное дело Николая Эрдмана, Владимира Масса и Эмиля Кроткого // Вопросы литературы. — 2016. — № 2. — С. 333—369. (Совм. с О. И. Киянской).
- Показания А. Гарри о положении иностранных корреспондентов в СССР (1930 год) // Вопросы литературы. — 2016. — № 4. — С. 308—344. (Совм. с О. И. Киянской).
- Гибель Авессалома Изнуренкова: Из материалов уголовного дела М. А. Глушкова // Литературная жизнь. Статьи. Публикации. Мемуары. Памяти А. Ю. Галушкина. — М.: ИМЛИ РАН, 2017. — С. 79 — 98. (Совм. с О. И. Киянской).
- Прагматика абсурда: к истории концепций «партийная литература» и «партийная печать» в публицистике В. И. Ленина // Вопросы литературы. 2019. № 5. С. 108—137. (сом. с О. И. Киянской).
- Типология единства: литературные сообщества конца XIX — начала XX веков // Россия XXI. 2019. № 3. С. 54-83. (сов. с О. И. Киянской).
- Топика ностальгии. Советская песня в кинематографе и на эстраде: опыт изучения мультимедийного пространства // Вестник РГГУ. Серия «Литературоведение. Языкознание. Культурология». 2020. № 10. С. 146—160.
- Мастер игры: политика и риторика в романе Н. Г. Чернышевского «Что делать?» // Россия и современный мир. 2020. № 3. С. 216—239. (сом. с Д. А. Щербаковым)
- Куда уходит прошлое: история термина «вредительство» // Вестник РГГУ. Серия «Литературоведение. Языкознание. Культурология». 2021. № 7. С. 114—140. (сом. с Я. Е. Каневский)
- Герой времени: «История русской интеллигенции» в зеркале гидронимики // Философические письма. Русско-европейский диалог. 2023. Т. 5. № 4. С. 168—202. (сом. с М. П. Одесским).
- Нарративные диссонансы: к истории публикации очерка Василия Гроссмана «Добро вам: из путевых заметок» // Электронный научно-образовательный журнал «История». 2023. T. 14. Выпуск 12 (134). Часть II.